# Lexnet

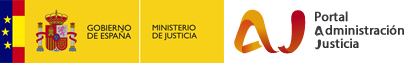

Lexnet es un sistema de gestión de notificaciones telemáticas desde los juzgados a los profesionales de la justicia (abogados y procuradores) usado en la Administración de Justicia española. Lexnet interopera con Minerva y Cicerone (Comunidad Valenciana), sistemas de Gestión Procesal de los juzgados promovido por el Ministerio de Justicia español. Su uso se basa en el uso de un programa similar a un sistema de correo webmail que permite, previa identificación con certificado y firma electrónica con una tarjeta criptográfica, enviar notificaciones a profesionales desde los juzgados con efectos legales plenos.
El sistema Lexnet ha incluido posteriormente otros colectivos como la Abogacía del Estado y los Graduados Sociales y ha ampliado sus funcionalidades para que los profesionales puedan enviar escritos a los juzgados y los procuradores puedan comunicarse traslados de copias entre sí. 
Lexnet también ofrece interoperabilidad con otros sistemas de gestión procesal de las comunidades autónomas con competencias de justicia transferida. En 2010 y 2011 se ha renovado Lexnet para ofrecer mayores prestaciones, sencillez de uso y escalabilidad.
Su uso se regula en el Real Decreto 84/2007, de 26 de enero, sobre implantación en la Administración de Justicia del sistema informático de telecomunicaciones Lexnet para la presentación de escritos y documentos, el traslado de copias y la realización de actos de comunicación procesal por medios telemáticos.

## Descripción
Aunque LexNet es la propia aplicación de notificaciones telemáticas, el proceso de notificación desde los juzgados a los profesionales se desarrolla en dos fases. 
1. En un primer paso se generan las notificaciones desde el Sistema de Gestión Procesal del Órgano Judicial (generalmente Minerva).
2. Una vez generadas las notificaciones, y después de haber sido firmadas por el Letrado de la Administración de Justicia, se accede al buzón de LexNet para enviar las notificaciones.

Si bien en el primer paso no es necesario usar la tarjeta criptográfica, en la segunda parte, dado que se han de firmar las citadas notificaciones, se ha de insertar la tarjeta previamente en el lector. Una vez enviadas a los profesionales (procuradores y abogados), quedará un acuse de recibo que dará prueba fehaciente a todos los efectos legales de la entrega de la notificación.
El sistema que empezó a funcionar en el año 2004:
- Cuenta con más de 52.000 usuarios.
- Es utilizado en más de 3.500 órganos judiciales.
- Y ha permitido intercambiar más de 160.000.000 comunicaciones.

Lexnet, tal y como su nombre indica (la Ley en la Red), pretende extender gran parte de los servicios que ofrece la Administración de Justicia a través de Internet, haciendo que éstos sean accesibles desde cualquier parte y en cualquier momento.
En la actualidad el sistema permite:
- El intercambio seguro de información.
- El uso de firma electrónica reconocida.
- Acceso vía web.
- Funcionamiento 24x7 (24 horas los siete días de la semana).
- Ahorro de papel.
- Inmediatez en las comunicaciones.

En cuanto a los usuarios que actualmente están utilizando el sistema son:
- Órganos Judiciales y Oficinas de Registro y Reparto (Secretario Judiciales).
- Procuradores y Colegio de Procuradores.
- Abogacía del Estado.
- Abogacías dependientes de la Abogacía del Estado (FOGASA, INEM, AEAT y Consorcio).
- Abogacía Comunidad.
- Abogacía SJSS.
- Fiscalías.
- Abogados.
- Graduados Sociales.

## Problemas
Lexnet tiene un historial de problemas considerable, especialmente cuando ha trabajado en cooperación con otros sistemas judiciales como Minerva

### Componente ActiveX en 2011
El principal problema de la versión de 2011 es que para llevar a cabo el proceso de firma de la comunicación por quien la envía, utiliza un binario ActiveX (nativo de determinadas versiones del sistema operativo Windows y de Internet Explorer) que se ha de ejecutar en local en el ordenador del usuario. Este hecho plantea problemas de evolución de la infraestructura informática, de falta de interoperabilidad con otras plataformas cliente como puedan ser MacOS o Linux, con otros navegadores como Firefox, Opera, Safari y Chrome/Chromium, e incluso algunas versiones de Microsoft Internet Explorer. Todo ello con la imposibilidad de que su uso pueda ser automatizado por otros servicios informáticos, a modo de servicio web, sin mediar la intervención de un usuario para efectuar a mano la remisión del escrito, ya que generalmente dichos escritos ya vienen firmados por el usuario autorizado (juez, secretario, etc.) de otra aplicación, como por ejemplo la del sistema procesal.
Es por ello que el sistema Lexnet a marzo de 2011, y debido a este uso de componentes Active X (y por tanto, su dependencia del navegador y sistema operativo de Microsoft), no cumplía con lo recogido en los artículos 5 y 6 del anexo IV del Real Decreto 84/2007 (BOE número 38 de 13 de febrero de 2007), que establece lo siguiente:

Cuando el acceso se produzca a través de páginas web, para el uso del sistema, el interesado podrá utilizar un navegador Web que cumpla la especificación W3C HTML 4.01 o superior o a través de estándares abiertos y estándares internacionalmente reconocidos, de los que se dará publicidad en la página web www.justicia.es.
Real Decreto 84/2007

Lo descrito, además, lleva a deducir que la actual implementación de Lexnet no cumplirá el futuro Esquema Judicial de Interoperabilidad y Seguridad (EJIS, a fecha de 2011-02-02 aún en desarrollo), y que por otro lado tampoco cumple con los Esquemas Nacionales de Interoperabilidad y Seguridad ni la Ley 11/2007 en los que se basa el desarrollo del EJIS.
Por otro lado, existen testimonios profesionales de que el funcionamiento de la aplicación no es correcto cuando no consigue entregar la comunicación telemática a su destinatario final, y que puede ocasionar graves problemas jurídicos.

### Nuevo Lexnet
Para absorber el crecimiento exponencial que ha experimentado Lexnet en los últimos años, el Ministerio de Justicia desarrolló un nuevo sistema LexNet (migrando de C windows a Java con applets y aplicación de servidor) soportado por una nueva arquitectura más potente y escalable y por una nueva versión de la aplicación que mejora la interfaz de usuario y permite un uso más eficiente y su futura extensión a un mayor número de plataformas. La implantación, se enmarca dentro del Plan de Modernización de la Administración de Justicia 2009-2012.

### Incidencias posteriores
La integración de Lexnet con otros sistemas se fue ejecutando entre 2011 y 2015 con numerosas incidencias que bloquearon juzgados por toda España, los principales problemas se presentarían a partir del 1 de enero de 2016, momento en el que se pretendía que fuera obligatorio presentar notificaciones exclusivamente por Lexnet. Sin embargo debido a incidencias en la plataforma esta decisión se tuvo que posponer entre 3 y 4 meses según la CCAA.
En julio de 2017, un fallo grave de permisos dio acceso durante horas a abogados y procuradores a los casos judiciales del resto de profesionales en el sistema.